# Depelengued
Depelengued (Depelengued Island) es una isla situada en Filipinas, adyacente a la de Busuanga, isla que forma parte del grupo de Calamianes.
Administrativamente forma parte  del barrio de  Maglalambay  del municipio filipino de tercera categoría de Busuanga perteneciente a la provincia  de Paragua en Mimaro,  Región IV-B.

## Geografía
Isla Busuanga es  la más grande del Grupo Calamian situado a medio camino entre las islas de Mindoro (San José) y de Paragua (Puerto Princesa), con el Mar de la China Meridional a poniente y el mar de Joló a levante. Al sur de la isla están las otras dos islas principales del Grupo Calamian: Culión y  Corón.
Depelengued se encuentra en el  Mar de la China Meridional, a poniente de Isla Busuanga. Esta isla  tiene aproximadamente 660 metros de largo, en dirección este-oeste, y unos 320 metros en su línea de mayor anchura.
Las islas más cercanas son las siguientes: La más próxima es la de Malbinchilao del Sur a escasos 50 metros en dirección noroeste; 1.300 metros a poniente Mangenguey; 1.250 metros al nordeste Rat; y 2.000 metros al sur Napula. Isla Popotoán, sede del barrio, dista 1.600 metros, en dirección suroeste.
El barrio de Maglalambay está formado por las siguientes islas e islotes: Popotoán, Nalaut Oriental, Nalaut Occidental, Malbinchilao del Norte,  Rat, Malbinchilao del Sur, Mangenguey y Depelengued.